# Lily Kienzl
Pauline „Lily“ Kienzl, auch Lili, bis zu ihrer Heirat auch Pauline Hoke (* 13. Februar 1859 in Linz als Pauline Anna Emilie Hocke; † 3. November 1919 in Bad Aussee) war eine österreichische Sängerin.

## Leben
Kienzl war die Tochter des deutschliberalen Linzer Rechtsanwalts Emmerich Hoke (* 13. Februar 1835; † 4. Jänner 1915).
Ausgebildet wurde sie in Graz und München. Von 1884 bis 1885 war sie am Stadttheater von Ulm beschäftigt, sie trat auch in Koblenz, Amsterdam und Reichenberg auf. Bei den Bayreuther Festspielen 1883 lernte sie Wilhelm Kienzl kennen, den sie am 5. Juli 1886 in Micheldorf heiratete. Nach ihrer Heirat war sie nur mehr als Lieder- und Oratoriensängerin tätig.